# Torneo de Osaka 2013
El HP Japan Women's Open Tennis 2013 es un torneo de tenis femenino que se juega en pistas cubiertas duras patrocinados por Hewlett-Packard. Es la quinta edición de la HP Ope , y parte de los torneos internacionales WTA de la WTA Tour 2013. Se llevará a cabo en Osaka, Japón, del 7 de octubre el 13 de octubre de 2013.

## Cabezas de serie

### Individual Femenino
| Tenista          | Ranking | Preclasificada |
| Jelena Janković  | 11      | 1              |
| Sabine Lisicki   | 16      | 2              |
| Samantha Stosur  | 20      | 3              |
| Flavia Pennetta  | 29      | 4              |
| Kirsten Flipkens | 36      | 5              |
| Madison Keys     | 40      | 6              |
| Laura Robson     | 41      | 7              |
| Mónica Puig      | 45      | 8              |

- Los cabezas de serie están basados en el ranking WTA del 30 de septiembre de 2013.

### Dobles femeninos
| Tenista                                            | Ranking | Preclasificada |
| Raquel Kops-Jones Abigail Spears                   | 44      | 1              |
| Flavia Pennetta Kristina Mladenovic                | 66      | 2              |
| Anabel Medina Garrigues Barbora Záhlavová-Strýcová | 68      | 3              |
| Zheng Saisai Varvara Lepchenko                     | 81      | 4              |

- Los cabezas de serie están basados en el ranking WTA del 30 de septiembre de 2013.

## Campeonas

### Individual femenino
Samantha Stosur  venció a  Eugenie Bouchard por 3-6, 7-5, 6-2.

### Dobles femenino
Kristina Mladenovic /  Flavia Pennetta vencieron a  Samantha Stosur /  Zhang Shuai por 6-4, 6-3. 